# Leelanau County
Leelanau County ist ein County im Bundesstaat Michigan der Vereinigten Staaten. Der Verwaltungssitz (County Seat) ist Leland. Das U.S. Census Bureau hat bei der Volkszählung 2020 eine Einwohnerzahl von 22.301 ermittelt.

## Geographie
Das County liegt im Nordwesten der Unteren Halbinsel in Michigan, grenzt im Nordosten an den Michigansee, einem der 5 Großen Seen, und hat eine Fläche von 6559 Quadratkilometern, wovon 5656 Quadratkilometer Wasserfläche sind. Es umfasst neben dem Gebiet auf dem Festland auch die Fox- und die Manitou-Inseln im Michigansee. Es grenzt im Uhrzeigersinn an folgende Countys: Antrim County, Grand Traverse County, Benzie County und auf dem Michigansee an das Delta County, Schoolcraft County und Charlevoix County.

## Geschichte
Leelanau County wurde 1840 aus Teilen des Mackinac County gebildet. Benannt wurde es von Henry Schoolcraft nach einem Wort aus der indianischen Sprache.
Ein Ort im County hat den Status einer National Historic Landmark, die Lebensrettungsstation North Manitou Island Lifesaving Station. 22 Bauwerke und Stätten des Countys sind insgesamt im National Register of Historic Places eingetragen (Stand 30. November 2017).

## Demografische Daten

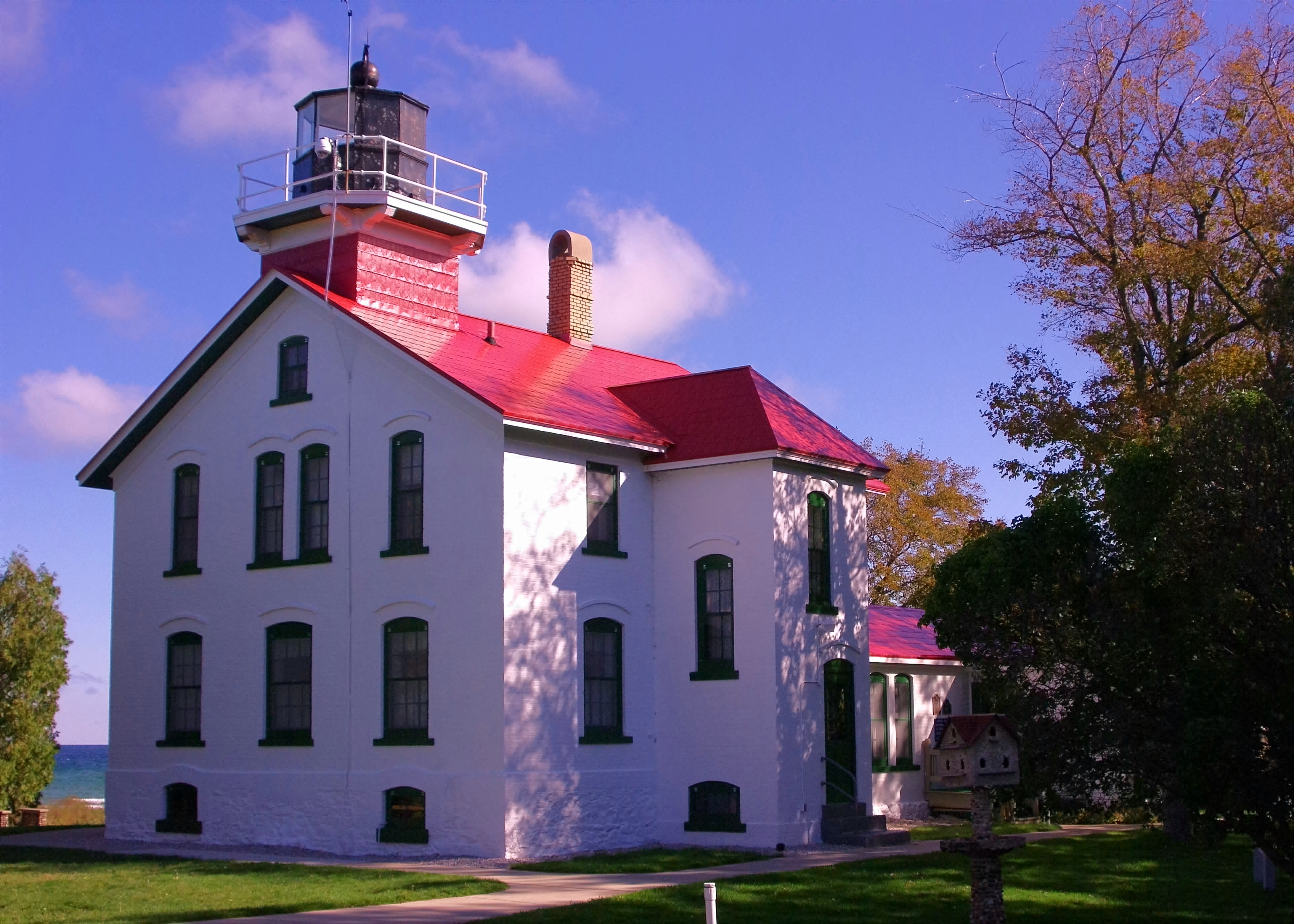
Grand Traverse Light, gelistet im NRHP

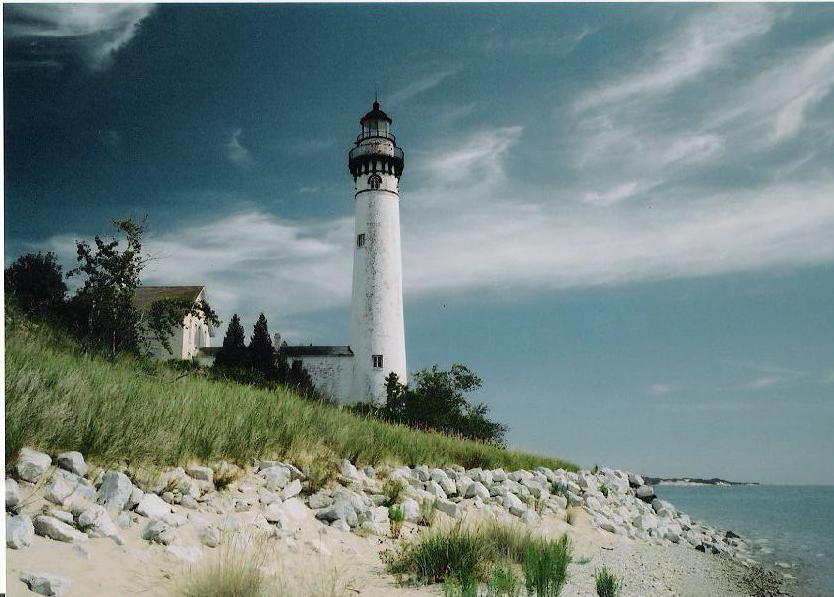
South Manitou Island Lighthouse, gelistet im NRHP

Nach der Volkszählung im Jahr 2000 lebten im Leelanau County 21.119 Menschen in 8.436 Haushalten und 6.217 Familien. Die Bevölkerungsdichte betrug 23 Einwohner pro Quadratkilometer. Ethnisch betrachtet setzte sich die Bevölkerung zusammen aus 93,52 Prozent Weißen, 0,25 Prozent Afroamerikanern, 3,66 Prozent amerikanischen Ureinwohnern, 0,24 Prozent Asiaten, 0,02 Prozent Bewohnern aus dem pazifischen Inselraum und 1,34 Prozent aus anderen ethnischen Gruppen; 0,97 Prozent stammten von zwei oder mehr Ethnien ab. 3,29 Prozent der Bevölkerung waren spanischer oder lateinamerikanischer Abstammung.
Von den 8.436 Haushalten hatten 29,9 Prozent Kinder unter 18 Jahren, die bei ihnen lebten. 63,6 Prozent waren verheiratete, zusammenlebende Paare, 7,1 Prozent waren allein erziehende Mütter und 26,3 Prozent waren keine Familien. 22,3 Prozent waren Singlehaushalte und in 8,8 Prozent lebten Menschen im Alter von 65 Jahren oder darüber. Die Durchschnittshaushaltsgröße betrug 2,48 und die durchschnittliche Familiengröße lag bei 2,89 Personen.
24,4 Prozent der Bevölkerung waren unter 18 Jahre alt. 5,7 Prozent zwischen 18 und 24 Jahre, 24,2 Prozent zwischen 25 und 44 Jahre, 28,3 Prozent zwischen 45 und 64 Jahre und 17,4 Prozent waren 65 Jahre oder älter. Das Durchschnittsalter betrug 43 Jahre. Auf 100 weibliche Personen kamen 99,5 männliche Personen. Auf 100 Frauen im Alter von 18 Jahren und darüber kamen statistisch 97,1 Männer.
Das jährliche Durchschnittseinkommen eines Haushalts betrug 47.062 US-Dollar, das Durchschnittseinkommen einer Familie 53.228 USD. Männer hatten ein Durchschnittseinkommen von 35.719 USD, Frauen 25.778 USD. Das Prokopfeinkommen betrug 24.686 USD. 3,3 Prozent der Familien und 5,4 Prozent der Bevölkerung lebten unterhalb der Armutsgrenze.

## Orte im County
- Ahgosatown
- Bingham
- Bodus
- Burdickville
- Cedar
- Cherry Bend
- Crystal Spring
- Empire
- Fouch
- Fountain Point
- Glen Arbor
- Glen Haven
- Greilickville
- Hatchs
- Heimforth
- Isadore
- Keswick
- Lake Leelanau
- Leelanau Schools
- Leelanau Shores
- Leland
- Maple City
- North Manitou
- Northport
- Omena
- Peshawbestown
- Port Oneida
- Schomberg
- Solon
- Suttons Bay
- Traverse City

Townships
- Bingham Township
- Centerville Township
- Cleveland Township
- Elmwood Charter Township
- Empire Township
- Glen Arbor Township
- Kasson Township
- Leelanau Township
- Leland Township
- Sims Township
- Suttons Bay Township